# Federazione europea delle associazioni per la caccia e la conservazione
La Federazione europea delle associazioni per la caccia e la conservazione (acronimo: FACE) è un'organizzazione non governativa internazionale con sede a Bruxelles che riunisce le principali associazioni venatorie europee.
La FACE promuove la caccia quale strumento di sviluppo rurale e la conservazione della natura secondo il principio dell'uso razionale e sostenibile delle risorse naturali, al fine della conservazione e gestione della fauna selvatica e per la biodiversità.
Tra gli obiettivi della FACE vi è anche quello di difendere e rappresentare gli interessi collettivi dei cacciatori a livello europeo e internazionale. Uno dei compiti di FACE è quello di fornire un sistema di allarme rapido ai propri membri, al fine di tenerli informati sullo sviluppo e discussione della legislazione europea nella materia faunistico-venatoria ed ambientale.

## Storia
Fondata nel 1977 a Londra con il nome di Fédération des associations de chasse de l'Europe (FACE),  rappresenta attualmente gli interessi di circa sette milioni di cacciatori europei associati ai membri della federazione medesima.
Dal 1985 fa parte del Segretariato dell'intergruppo sulla caccia sostenibile, biodiversità e attività rurali, una piattaforma d'incontro tra il Parlamento europeo e la società civile. Dal 1987 è altresì membro dell'Unione internazionale per la conservazione della natura (IUCN).
Nel 2018 la FACE include le maggiori associazioni di 36 paesi europei, di cui tutti e 28 dell'Unione Europea e 9 del Consiglio d'Europa.

## Attività
La FACE è un'organizzazione riconosciuta dalla Commissione europea e regolarmente consultata dalle direzioni generali competenti per lo sviluppo e l'applicazione della legislazione in materia di caccia, gestione della fauna selvatica, conservazione della natura, armi, salute degli animali, igiene delle carni di selvaggina, e altre materie inerenti al settore venatorio.
La FACE ha altresì lo status di osservatore alle riunioni del Comitato permanente della convenzione di Berna (T-PVS), che mira alla conservazione delle specie selvatiche e dei loro habitat.
La FACE è anche osservatore di altre convenzioni internazionali, come la Convenzione di Bonn sulla conservazione delle specie migratorie (CMS), l'Accordo sulla conservazione degli uccelli acquatici migratori dell'Africa-Eurasia (AEWA) e la Convenzione sul commercio internazionale delle specie minacciate di estinzione (CITES).

## Obiettivi
La federazione si propone tre principali obiettivi specifici:
- promozione della caccia sulla base dei principi dell'uso sostenibile delle risorse naturali, poiché l'attività venatoria è una parte importante della conservazione e della gestione della fauna selvatica. Secondo la FACE, la caccia serve a proteggere, creare e ripristinare gli habitat per gli animali selvatici. La caccia è così un'importante attività socioeconomica della vita rurale e crea valore aggiunto per la biodiversità, contribuendo a garantirne la conservazione;
- rappresentare gli interessi collettivi dei suoi membri e dei cacciatori europei al livello delle istituzioni europee e internazionali, con l'obiettivo di tenere in considerazione degli interessi dei cacciatori in relazione alla caccia, alla gestione della fauna selvatica, alla conservazione, alle armi da fuoco, alla salute degli animali, alla selvaggina, e ad altri temi collegati al mondo venatorio;

-informare i decisori (lobby), i media e l'opinione pubblica sulle questioni relative ai due principi chiave della caccia sostenibile e della conservazione della biodiversità, sensibilizzando in tal modo le iniziative per promuovere tali principi.

## Membri
| Testo del titolo     | Testo del titolo |
| -------------------- | --- |
| Albania              | Federata e Gjuetarëve të Shqipërisë |
| Austria              | Jagd Österreich |
| Belgio               | Asbl wallonne du Royal Saint-Hubert Club de Belgique Hubertus Vereniging Vlaanderen vzw                                                                          |
| Bosnia ed Erzegovina | Lovački Savez Herceg Bosne (LSHB) Lovački Savez Republike Srpska (LSRS) Savez Lovačkih organizacija BiH (SLOBiH)                                                 |
| Bulgaria             | Съюз на ловците и риболовците в България (Sŭyuz na lovtsite i ribolovtsite v Bŭlgariya)                                                                          |
| Croazia              | Hrvatski Lovački Savez |
| Cipro                | Kyπpiakи Ομοσπονδια Κυνηγιου Και Διατηρησης Αγριας Zωиς (Kyppiaki Omospondia Kynigiou Kai Diatirisis Agrias Zois)                                                |
| Danimarca            | Danmarks Jægerforbund |
| Estonia              | Eesti Jahimeeste Selts |
| Finlandia            | Suomen Metsästäjäliitto |
| Francia              | Fédération Nationale des Chasseurs |
| Germania             | Deutscher Jagdverband e.V. |
| Grecia               | Κυνηγετικη Συνομοσπονδία Ελλάδος (Kynigetiki Synomospondía Elládos)                                                                                              |
| Irlanda              | FACE Ireland c/o National Association of Regional Game Councils (NARGC)                                                                                          |
| Italia               | FACE Italia (Federazione italiana della caccia, Enalcaccia, ANUU-Migratoristi, Associazione nazionale Liberacaccia, Arci Caccia, EPS Ente Produttori Selvaggina) |
| Lettonia             | Latvijas Mednieku Asociācija |
| Liechtenstein        | Lietuvos Medžiotojų ir Žvejų Draugija |
| Lussemburgo          | Fédération Saint-Hubert des Chasseurs du Grand-Duché de Luxembourg asbl                                                                                          |
| Malta                | Federazzjoni Kaċċaturi Nassaba Konservazzjonisti (FKNK) |
| Montenegro           | Lovački Savez Crne Gore |
| Paesi Bassi          | Koninklijke Nederlandse Jagersvereniging |
| Norvegia             | Norges Jeger- og Fiskerforbund |
| Polonia              | Polski Związek Łowiecki |
| Portogallo           | Federação Portuguesa de Caça (FENCAÇA) |
| Regno Unito          | FACE UK (British Association for Shooting and Conservation, Countryside Alliance)                                                                                |
| Rep. Ceca            | Ceskomoravská Myslivecká Jednota |
| Romania              | Asociaţia Generală a Vânătorilor şi Pescarilor Sportivi (AGVPS)                                                                                                  |
| San Marino           | Federazione Sammarinese della Caccia |
| Serbia               | Lovački Savez Srbije / Ловачки Савез Србије |
| Slovacchia           | Slovenská poľovnícka komora Slovenský Pol’ovnícky Zväz |
| Slovenia             | Lovska zveza Slovenije |
| Spagna               | Oficina Nacional de la Caza (ONC) |
| Svezia               | Svenska Jägareförbundet |
| Svizzera             | JagdSchweiz / ChasseSuisse / CacciaSvizzera / CatschaSvizra |
| Turchia              | Türkiye Aticilik ve Avcilik Federasyonu |
| Ungheria             | Országos Magyar Vadászkamara Országos Magyar Vadászati Védegylet                                                                                                 |